# Humajunova grobnica
Humajunova grobnica (hindski: हुमायूँ का मक़बरा, urdu: ہمایون کا مقبره, Humayun ka Maqbara) je mauzolej mogulskog cara Humajuna iz 1562. godine, smješten u Nizamuddinu, istočnom dijelu grada Delhija (Indija), u neposrednoj blizini utvrde Dina-Panah (Purana Qila) koju je izgradio Humajun 1533. godine.
Grobnicu je naručila Humajunova supruga Hamida Banu Begum, a dizajnirao ju je perzijski arhitekt Mirak Mirza Ghiyath. Izabran je lokalitet na obalama Yamune u blizini Nizamuddin Dargaha, mauzoleja sufijskog sveca koji se slavi u Delhiju, Nizamuddin Auliya
To je bila prva vrt-grobnica na indijskom poluotoku, i također prva građevina te veličine od crvenog pješčenjaka. Zbog toga je 1993. godine grobnica upisana na UNESCO-ov popis mjesta svjetske baštine u Aziji i Oceaniji, i tada su započeti opsežni radovi njene obnove, koji su još uvijek u tijeku. 

## Odlike
Kompleks Humajunove grobnice obuhvaća mauzolej cara Humajuna, u kojemu se nalaze grobnice njegovih supruga Hamide Begum i Dara Shikoh, sina kasnijeg cara Šaha Džahana, kao i brojne druge Mogule, uključujući i cara Šaha Džahandara, Faruksijara, Rafi ul-Darjata, Rafi UD-Daulata i Alamgira II. Njihove građevine predstavljaju veliki napredak mogulske arhitekture, a povezuje ih vrt Charbagh, tipični perzijski vrt koji se nikada do tada nije vidio prije u Indiji, a koji je postao presedan za sve kasnije mogulske arhitekture. Na Humajunovoj grobnici se može prepoznati jasno odstupanje od prilično skromnog mauzoleja njegova oca, prvog mogulskog cara Babura, Bagh-e Babur ("Baburov vrt") u Kabulu (Afganistan). Iako je Baburov vrt bio početak tradicije pokopanja u "rajskom vrtu", Hamujanova grobnica je korak dalje od Gur-e-Amira, grobnice njegovog pretka i osvajača Azije, Timura Velikog u Samarkandu. Ona je bila presedan za buduću mogulsku arhitekturu kraljevskih mauzoleja koja je dostigla svoj vrhunac s Tadž Mahalom u Agri.
Sam mauzolej ima ispred platformu s nizom arkada koji ga vizualno proširuju i naglašavaju središnju platformu s visokim ajvanom (lučni portal) iznad kojeg se uzdiže kupola. Ispod kupole se nalazi osmerokutni središnji prostor s dva kenotafa Humajuna i njegove supruge (stvarni grobovi se nalaze ispod poda). U kutovima se nalazi po jedan mali paviljon s kupolom (chattris), koji su bili uobičajeno u to vrijeme u domovini perzijskog arhitekta, baš kao i prečka s loptom na vrhu (jamur), koja je povećavala kupolu u sredini. Središnja glavna zgrada ima četiri manje u kutovima u kojima se nalaze kenotafi članova vladarske obitelji. Vidljiva građevina se sastoji od crvenog pješčenjaka, samo su zid kupole i neke aplikacije izrađene od bijelog mramora.
Oko grobnice nalazi se utjelovljenje "rajskog vrta" kako je opisan u Kuranu - Chahar Bagh vrt, prvi takve vrste u Indiji.
Osim glavne zgrade Humajunove grobnice, tu se nalazi i nekoliko manjih spomenika, uključujući glavni ulaz na zapadu, te dvadeset godina stariju grobnicu Isa Khan Niyazija, afganistanskog plemića na dvoru Šer Šah Surija (vladara Suri dinastije koji su se borili protiv Mogula) iz 1547. godine.
- Vanjski luk grobnice s dva kata niša
- Simbolični mihrab iznad raskošno isklesane mramorne pregrade ispred Hamujanovog kenotafa
- Grobnica Isa Khana Niyaza u vrtovima Char Bagh
- Isa Khanova džamija (1547.)
- Mauzolej Nai-ka-Gumbad

## Poveznice
- Utvrda Agra
- Crvena utvrda u Delhiju

## Vanjske poveznice
- Indijska svjetska baština
- Humayunova grobnica na Delhi-Tourism-India.com